# Philippe Rogier
Philippe Rogier (Arrás, c. 1561-Madrid, 29 de febrero de 1596) fue un compositor renacentista perteneciente a la escuela franco-flamenca, que trabajó en la corte de Habsburgo de Felipe II en España. Fue uno de los últimos miembros de la escuela franco-flamenca, durante el Renacimiento tardío en la historia de la música. Era un compositor prolífico; si bien la mayor parte de su música se perdió debido a un incendio que tuvo lugar en la biblioteca de Juan IV durante el terremoto de Lisboa de 1755.

## Vida
Philippe Rogier nació en Arrás, en la actual Francia, hacia 1561. Probablemente recibió su educación temprano allí mismo o en los alrededores de dicha localidad. Su talento era suficiente para que fuese traído a España en 1572 para cantar en el coro de Felipe II en Madrid. Los muchachos a menudo eran reclutados en los Países Bajos para ser cantantes en la Capilla imperial. Las numerosas escuelas catedralicias en las ciudades de la Francia septentrional y de los Países Bajos proporcionaban un ambiente rico del cual los Habsburgo podían seleccionar los mejores músicos. Rogier llegó a ser director auxiliar de la "Capilla flamenca" en 1584, capellán en 1586 y director musical en la corte de Felipe II en 1586 tras la muerte del director anterior, George de La Hèle. En algún momento antes de 1595 también se ordenó sacerdote.
Rogier recibió honores también bajo la forma de beneficios y prebendas; también recibió una pensión rica del Obispo de León. 
Murió en 1596 en Madrid y pidió en su testamento que su asistente y colega norteño, Géry de Ghersem, se ocupase la publicación de cinco de sus misas. Para la fecha en que Ghersem publicó estas composiciones, el dedicatario Felipe II ya había fallecido, así que fueron dedicadas a Felipe III en su lugar. Ghersem también añadió una de sus propias masas a la colección - el único de sus trabajos numerosos a sobrevivir al completo.

## Obra e influencia

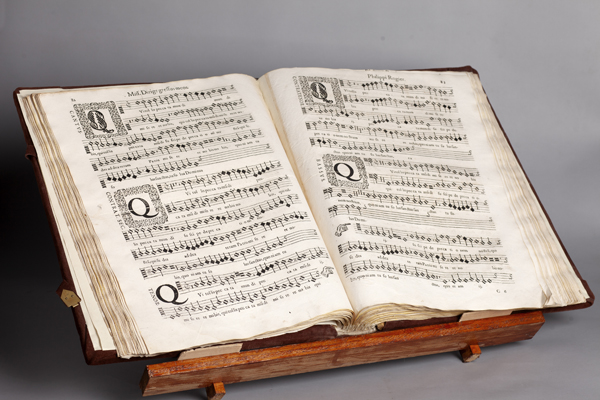
Misa polifónica de Rogier en el Museo Parroquial, Pastrana

Se conserva más música de Rogier que de su compatriota Géry de Ghersem. Aunque la mayoría fue destruida en 1755 cuando la gran biblioteca de Juan IV se quemó durante el terremoto de Lisboa, algunas piezas habían sido difundidas con éxito a través de su publicación o de la transmisión del manuscrito; parte de su trabajo aparece manuscritos en lugares tan distantes como México (algunos arreglos manuscritos de salmos sobreviven en los archivos de la Catedral de Puebla).
Rogier escribió música sacra y profana, pero como se esperaba de un compositor en activo en la Capilla Real de un monarca profundamente religioso durante la Contrarreforma, la mayoría de ella es sacra. Dos piezas instrumentales, posiblemente arreglos de obras vocales, han sobrevivido también. De las 243 composiciones enumeradas en el catálogo de la biblioteca de Juan IV (compilado en Lisboa en 1649), se conservan 36 motetes, 7 misas, 4 chansons, 4 arreglos de versos de salmos y dos composiciones presumiblemente instrumentales (puesto que están sin texto y aparecen en las colecciones para la interpretación instrumental).
Sus misas publicadas están escritas para un número de voces de cuatro a seis; una de ellas se encuentra en dos versiones en manuscrito, una para ocho voces y la otra para doce voces. Estilísticamente recuerdan la música escrita cincuenta años antes, particularmente al elaborado estilo polifónico de Nicolas Gombert, otro miembro de la capilla de los Habsburgo. Los motetes de Rogier están también en el estilo franco-flamenco de mediados de siglo. Su música secular, por otra parte, muestra algunas características novedosas que anticipan la música española de comienzos del siglo XVII, por ejemplo el uso frecuente de la síncopa.
Rogier fue durante mucho tiempo un compositor respetado y admirado, como confirma una elogiosa referencia en un poema, “Laurel de Apolo” de Lope de Vega, escrito en 1630- más de tres décadas después de su muerte. Su música fue publicada en lugares tan distantes como Madrid, Amberes y Nápoles.

### Listado de obras musicales
Edición completa: Philippe Rogier, Opera omnia, editado por Lavern J. Wagner, Roma 1974 (Corpus Mensurabilis Musicae 61)
- Misas
  - Missa Philippus Secundus Rex Hispaniae, a cuatro voces.
  - Missa Inclita stirps Jesse, a cuatro voces basada en el motete del mismo nombre de Jacob Clemens non Papa.
  - Missa Dirige gressus meos, a cinco voces basada en un motete de Thomas Crecquillon.
  - Missa Ego sum qui sum, a cinco voces basada en un motete de Nicolas Gombert.
  - Missa Inclina Domine aurem tuam, a seis voces basada en un motete de Cristóbal de Morales de la colección Missae sex Philippi Rogerii atrebatensis [...], Madrid 1598.
  - Missa Domine Dominus noster, en dos versiones: ocho partes para 2 coros y 2 órganos, y doce partes para 3 coros y 3 órganos.
  - Missa Domine in virtute tua, a ocho voces basada en un motete de Giovanni Pierluigi da Palestrina.

- Motetes
  - "Caligaverunt" a seis voces.
  - "Cantantibus organis" a seis voces.
  - "Cantate Domino" a seis voces.
  - "Clamavi ad te" a cuatro voces.
  - "Da pacem" a cinco voces.
  - "Dominus regit me" a cuatro voces.
  - "Inclina cor meum" a cuatro voces.
  - "Laboravi" a seis voces.
  - "Paries quidam filium" a cinco voces.
  - "Peccavi" a seis voces.
  - "Regina celi" a ocho voces.
  - "Sancta Maria" a seis, cinco voces.
  - "Siéntate gloria Domini" a seis voces.
  - "Vias tuas Domine" a seis voces, en la colección Sacrarum modulationum quas vulgo motecta appellant, liber primus, Nápoles 1595.
  - "Cantate Domino canticum novum" a cinco voces.
  - "Da pacem Domine" a seis voces de cinco.
  - "Descendit angelus Domini" a cinco voces.
  - "Heu mihi Domine" a cinco voces.
  - "Justus es Domine" a cinco voces.
  - "Verba mea auribus percipe" a cinco voces.
  - "Laudate Dominum in sanctis eius" a ocho voces en dos coros.
  - "Verbum caro factum est" a doce voces en tres coros y bajo continuo.
  - "Videntes stellam" a doce voces en tres coros.
  - "Dixit Dominus" a cinco voces.
  - "Salva nos Domine" a cuatro voces.

- Otras obras sacras
  - "Cinco lecciones" (responsorio del Oficio de difuntos).
  - "Credo quod redemptor meus vivit" a cinco voces.
  - "Domine si fuisses hic" a cinco voces.
  - "Erat Jesus ejiciens" a cinco voces.
  - "Modicum et non videbitis me" a cinco voces.
  - "Tedet animam meam" a cinco voces.
  - Cinco versos de salmos, a cinco voces cada uno.

- Canciones
  - "Amour et la beauté" a cinco voces.
  - "Leal amour" a cinco voces.
  - "Tout le plaisir" a seis voces.
  - "Veu que de vostr' amour" a seis voces

- Música instrumental
  - 5 movimientos a cinco voces, atribuidos a Rogier.
  - 14 movimientos más a cinco voces y 15 más a seis voces, probablemente escritos por Rogier y en parte por sus alumnos.

## Discografía
- 1997 — Missa tribus choribus Domine Dominus noster. Choeur de Chambre de Namur, Doulce Mémoire, Ricercar Consort, dir. Jean Tubéry (Ricercar).
- 2009 — Missa Ego sum qui sum. Motetes. Coro de King's College, dir. David Trendell (Hyperion CDA67807)
- 2009 — Missa Domine Dominus noster, Missa in virtute tua. Magnificat, dir. Philip Cave (Linn KCD387)
- 2011 — Musique d'après la Messe Sex: Missa Inclita Stirps Jesse, Missa Philippus Secundus Rex Hispaniae. Magnificat. dir. Philip Cave (Linn KCD348)